# 布拉什克里克鎮區 (阿肯色州華盛頓縣)
布拉什克里克鎮區（英語：Brush Creek Township）是位於美國阿肯色州華盛頓縣的一個行政鎮區。

## 地方資料
布拉什克里克鎮區的面積為101.12平方千米，當中陸地面積為95.73平方千米，而水域面積為5.39平方千米。根據2010年美國人口普查的數據，當地共有人口2877人，而人口密度為每平方千米28.45人。